# Android Honeycomb
Android Honeycomb je kódové označení pro osmou verzi systému Android vydané společností Google, které je určeno pro zařízení s větší velikostí obrazovky, zejména pro tablety. Již není podporována. Honeycomb debutoval s Motorola Xoom v Únoru 2011. Kromě přidání nových funkcí představil Honeycomb nové tzv. „holografické“ téma nového uživatelského rozhraní a model interakce, který vychází z hlavních funkcí Androidu, jako je jako multitasking, oznámení a widgety. k dispozici jsou nové mapy google včetně nové galerie fotek, nový vzhled, android Ice Cream Sandwich již má přepracovaný Launcher, 

## Nové funkce
- Nový design.
- Upravený multitasking.
- Přístup ke Google ebooks.
- Videohovory přes Google talk
- USB host
- Nový vzhled
- Optimalizované prostředí pro tablety
- Nová ikona aplikace galerie